# Dième
Dième é uma comuna francesa na região administrativa de Auvérnia-Ródano-Alpes, no departamento de Ródano. Estende-se por uma área de 9,05 km². Em 2010 a comuna tinha 191 habitantes (densidade: 21,1 hab./km²).